# Месоядни
 Тази статия е за общата концепция за месоядно животно.  За класификацията на бозайниците вижте хищници.  
Месоядни (месоядни животни) (на латински: caro, родителен падеж carnis, което означава „месо“ или „плът“ и vorare, което означава „да погълне“), са животни, чиито хранителни и енергийни нужди произтичат единствено от животински продукти (главно мускули, мазнини и други меки тъкани), независимо дали чрез лов или мършоядство.
В зависимост от нуждите от месо, месоядните животните се делят на:
- hypercarnivores – животни, които зависят единствено от животинската плът заради нуждите си от хранителни вещества
- mesocarnivores (с консумация от 50 – 70% месо) – консумират и неживотинска храна[2] Всеядните консумират както животинска, така и неживотинска храна и освен по по-общото определение, няма ясно определено съотношение между растителен и животински материал, което да различава изключително месоядното от всеядното животно.[3]
- растителноядни – приспособени да си набавят енергия изключително от растения

Месоядно животно в горната част на хранителната верига, което не е плячка от други животни, се нарича върховен хищник.

## Видове месоядни
Освен понятието месоядни, според нуждите си от енергия, поведението и класификацията си, животните биват:
- Мършояди – от латински: scewinga, sceawinga; чийто процес на консумиране на останки се завършва от:
  - decomposer – организъм, особено почвена бактерия, гъбички или безгръбначни, които разлагат органичния материал
  - детритофаги (detritivore) – животни, които се хранят с мъртъв органичен материал, особено растителен детрит. Detritivore произлиза от латинските думи: detritus – „отпадъци“ или „остатъци“, и vore – „да погълне“
- Хищник
- Хищници (Carnivora) – от латинските думи: carō (основата carn-) – „плът“ и vorāre – „да поглъщам“
- Сапрофит (Saprobiontic) – с древногръцката представка σαπρός (чете се „сапрос“) – „гнилостен“
- Всеядни (Omnivore) – от латинските думи: omnis – „всичко“ и vora (от vorare) – „да ядеш или поглъщаш“
- Растителноядни (Herbivore) – от латинските думи: herba – „малко растение, билка/трева“ и vora (от vorare) – „да ядеш, поглъщаш“

## Галерия
- Лъвовете са ненаситни месоядни с нужди от над 7 кг месо дневно. Основен компонент на диетата им е месото на големи бозайници, като този бивол
- Големите кучешки зъби и силните челюсти на бенгалския тигър разкриват позицията му на върховен хищник
- Червената лисица, която яде гризач – пример за mesocarnivores
- Голяма синя чапла яде змия
- Членовете на растителното царство, както венерината мухоловка, могат да живеят и с месо